# Cá rồng trân châu
Cá rồng trân châu (danh pháp hai phần: Scleropages jardinii), tên khác gồm Cá trân châu long, kim long Úc, châu long Úc rằn là một loài cá nước ngọt thuộc họ Cá rồng. Loài này có nguồn gốc Australia và New Guinea, một trong hai loài cá đôi khi được gọi là cá rồng Úc, loài còn lại là saratoga (S. leichardti).. Nó có rất nhiều tên gọi thông thường khác, bao gồm bao gồm saratoga phươngb bắc, bonytongue Úc, Toga và cá chẽm (không nên nhầm lẫn với cá chẽm thông thưởng, Lates calcarifer). Nó là một thành viên của phân họ Osteoglossinae, một nhóm teleost (cơ bản)
S. jardinii được tìm thấy trong nước chuyển động nhanh và vẫn còn ở miền Bắc Australia và New Guinea. Nó không được coi là có nguy cơ tuyệt chủng hoặc bị đe dọa bởi một trong hai Công ước CITES ước cũng không phải sách đỏ IUCN.

## Hình ảnh

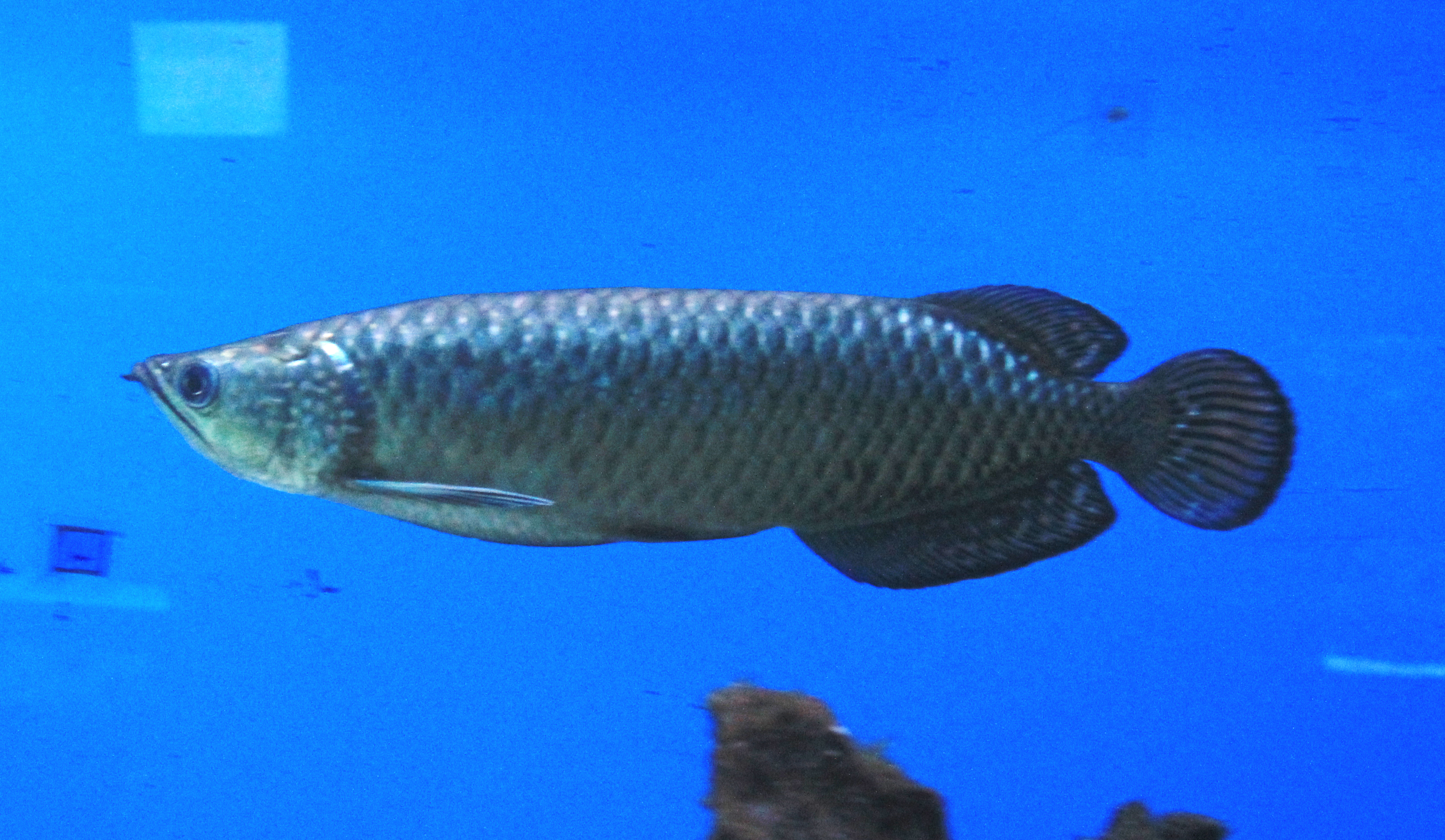
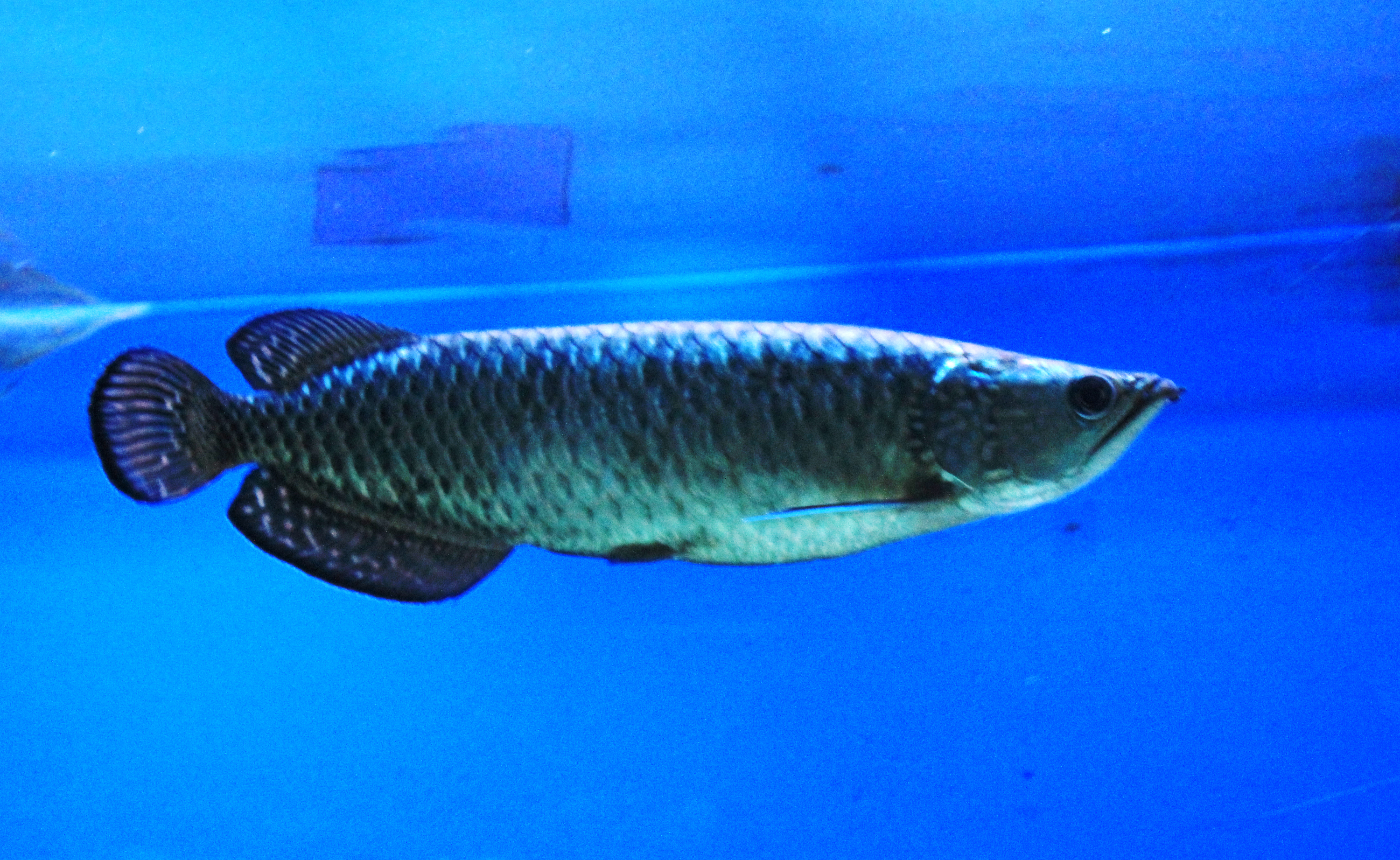
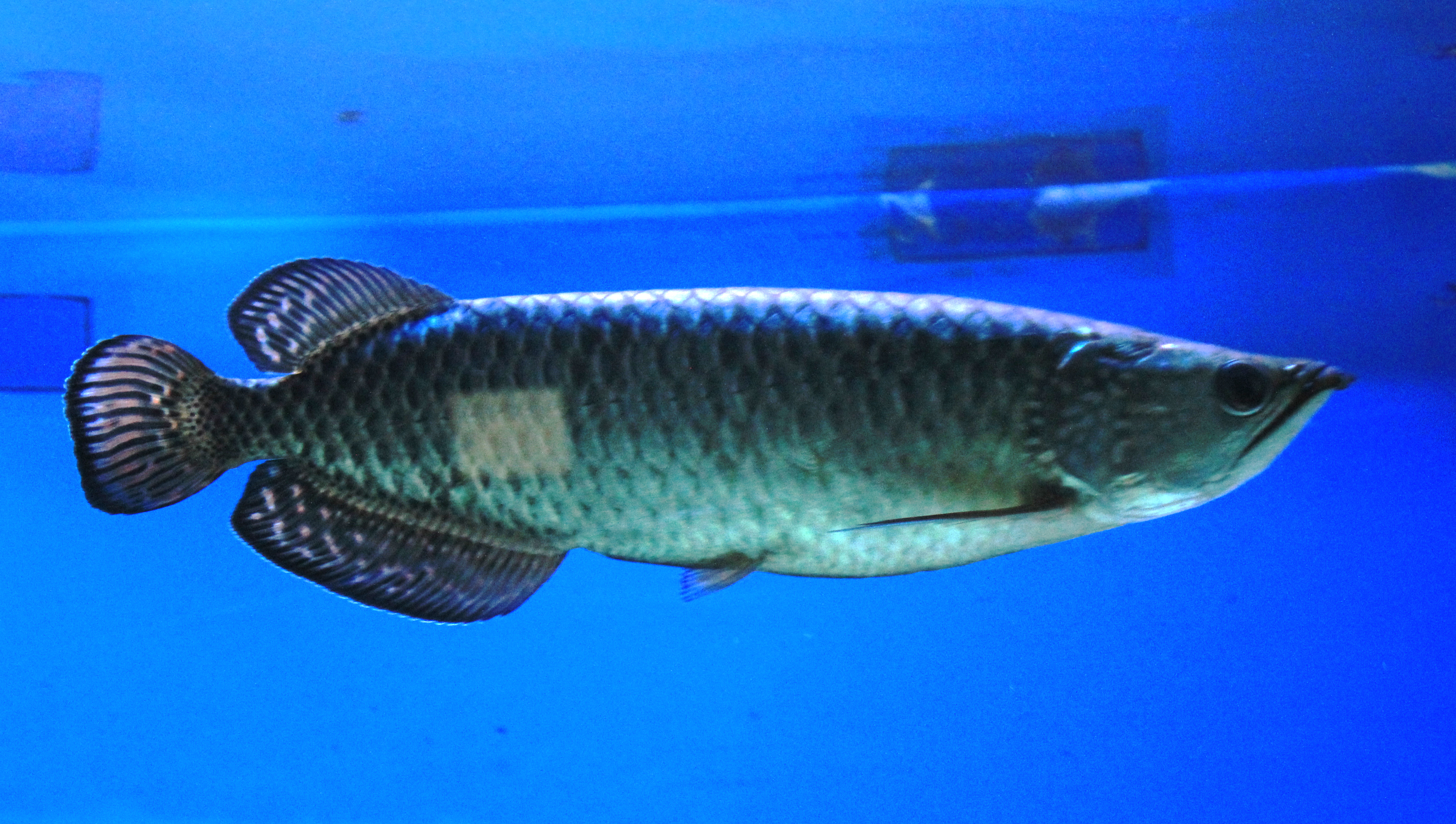
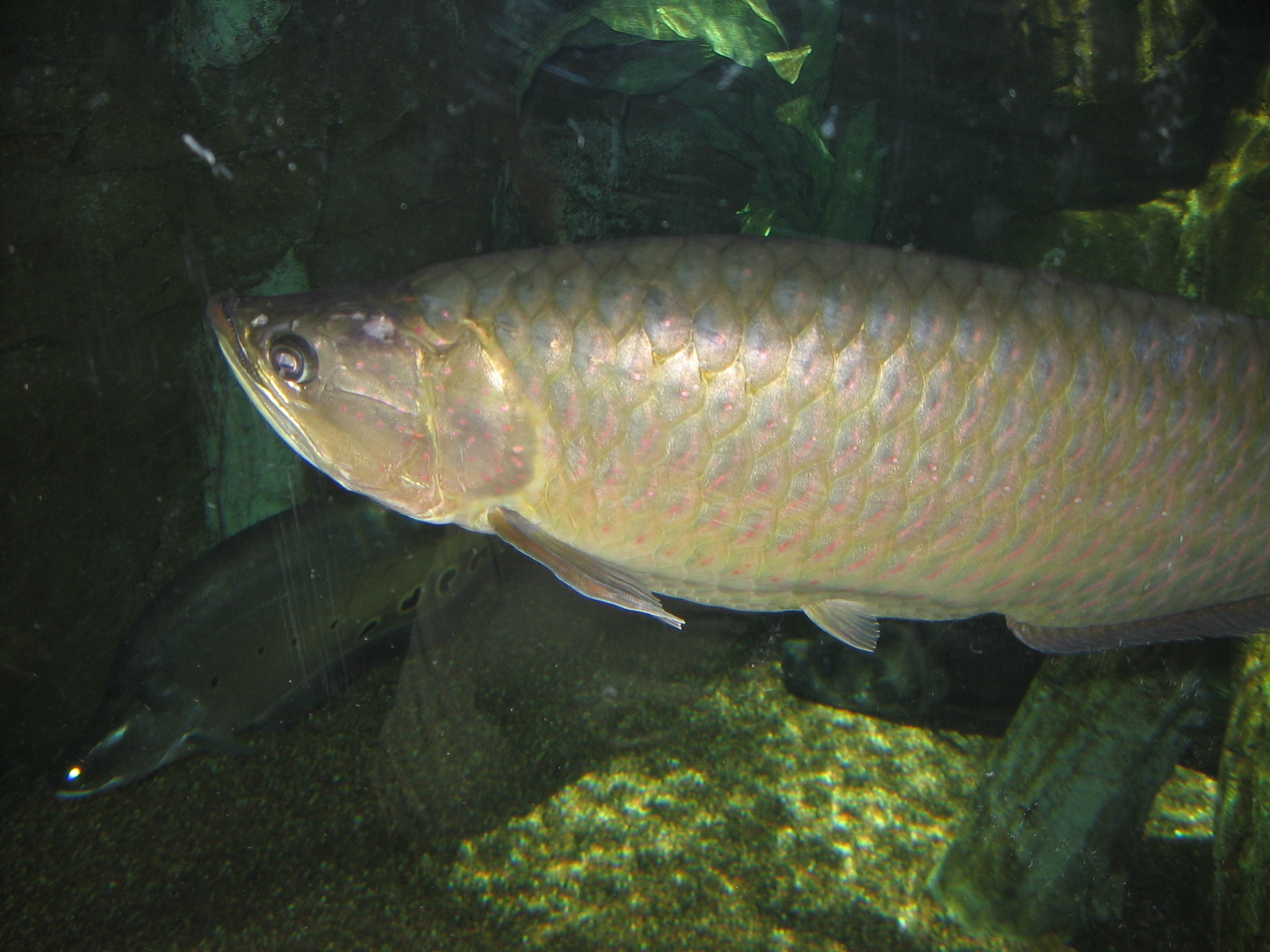

## Mô tả

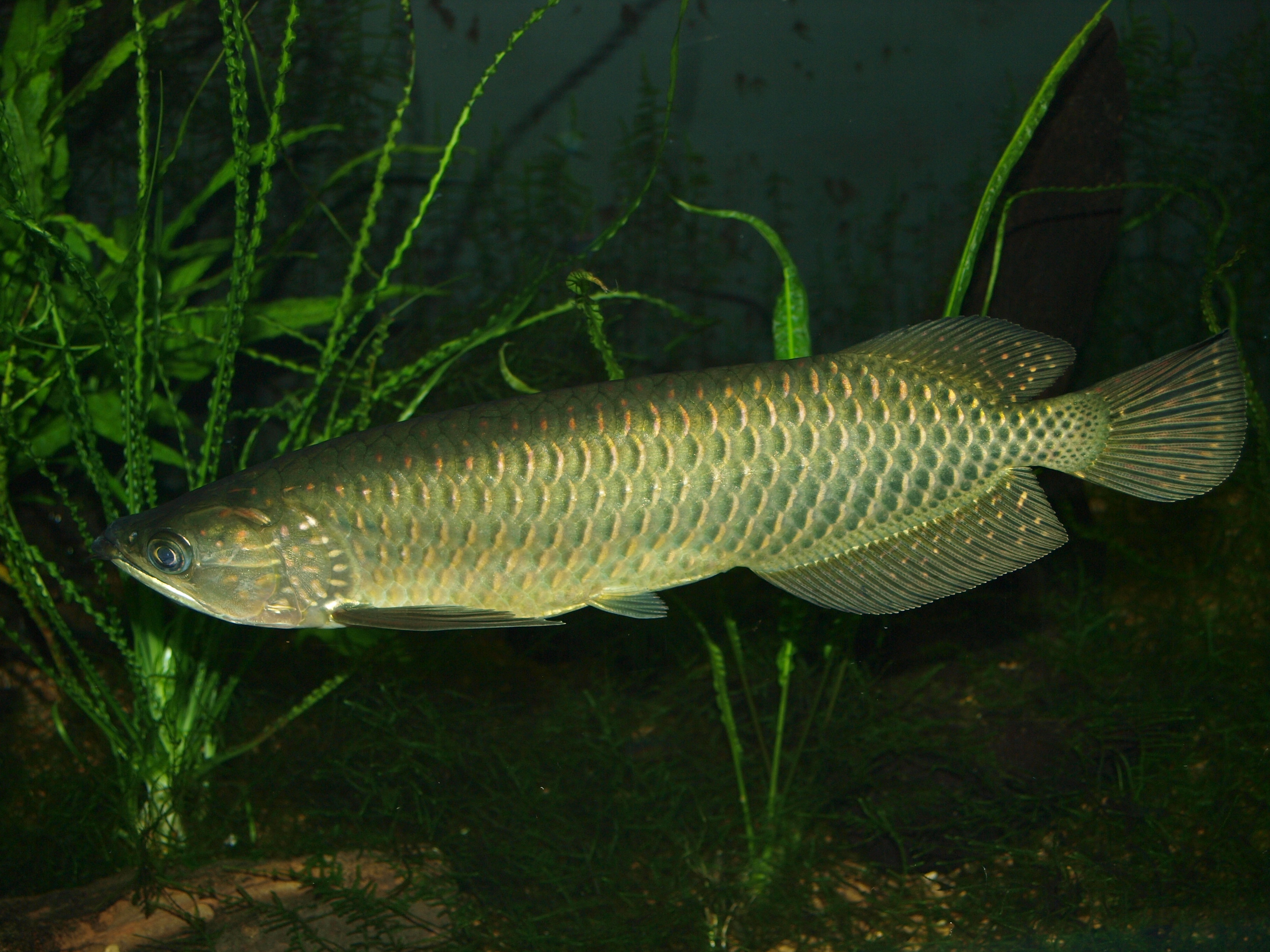
Subadult gulf saratoga at New York Aquarium

Cá này có thân dài, màu tối với bảy hàng vảy, đều có một vài đốm đỏ hoặc hồng nhạt sắp xếp theo một hình dạng trăng lưỡi liềm xung quanh các mép sau của vảy. Nó phát triển đến chiều dài khoảng 90 cm (35 inch). Trọng lượng tối đa của nó được ghi nhận là 17,2 kg (£ 38), nhưng một báo cáo cho thấy nó đã được biết đến cân nặng 27 kg (£ 59). 